# Envira
Envira là một đô thị thuộc bang Amazonas, Brasil. Đô thị này có diện tích 13369,29 km², dân số năm 2007 là 17431 người, mật độ 1,3 người/km².